# Mariusz Liberda
Mariusz Liberda (ur. 24 grudnia 1976 w Żarach) – były polski piłkarz grający na pozycji bramkarza. Trener bramkarzy w  Wiśle Płock.
Jest wychowankiem Promienia Żary. Reprezentował również barwy trzech innych klubów: Polonii Warszawa, Dyskobolii Grodzisk Wielkopolski oraz Zagłębia Lubin.
W pierwszej lidze debiutował w rundzie wiosennej sezonu 1996/97. W ekstraklasie rozegrał 143 mecze, nie strzelając bramki. Latem 2007 podpisał kontrakt z Livingston FC. W szkockim klubie zadebiutował w przegranym 0:2 spotkaniu przeciwko Dundee FC. Od 28 grudnia 2007 był ponownie zawodnikiem Polonii Warszawa. Mistrz Polski z sezonu 1999/2000 oraz 2006/2007.

## Reprezentacja Polski
W reprezentacji Polski debiutował w 2002 roku. 
| l.p. | Data                 | Miejsce                 | Przeciwnik         | Rezultat | Rozgrywki  | Grał   | Uwagi |
| ---- | -------------------- | ----------------------- | ------------------ | -------- | ---------- | ------ | ----- |
| 1.   | 16 października 2002 | Ostrowiec Świętokrzyski | Nowa Zelandia      | 2-0      | towarzyski | 90'    |       |
| 2.   | 14 lutego 2003       | Split                   | Macedonia Północna | 3-0      | towarzyski | od 46' |       |
| 3.   | 30 kwietnia 2003     | Bruksela                | Belgia             | 1-3      | towarzyski | 90'    |       |